# Домен (математика)
У математици, домен функције је скуп на коме је функција дефинисана. 
Другим речима, домен функције  :  →  је скуп A. Скуп B у који се врши пресликавање назива се кодомен функције.
Слика домена (опсег функције), односно скуп
{\displaystyle f(A)=\{f(x):x\in A\}},
може бити читав кодомен B, или његов прави подскуп.

## Пример
На пример, нека је {\displaystyle f:\mathbb {R} \setminus \{4\}\to \mathbb {R} } дефинисана са {\displaystyle f(x)={\frac {1}{(x-4)^{2}}}}, где {\displaystyle \mathbb {R} } означава скуп свих реалних бројева.
Домен ове функције је скуп {\displaystyle \mathbb {R} \backslash \{4\}} (јер функција није дефинисана за x = 4), кодомен функције је {\displaystyle \mathbb {R} } (због дефиниције функције), а опсег је скуп позитивних реалних бројева {\displaystyle \mathbb {R} ^{+}}, као скуп на који дата функција пресликава свој домен.